# Upsilon Orionis
Désignations
Upsilon Orionis (en abrégé υ Ori) est une étoile de la constellation d'Orion. Elle porte le nom traditionnel de Thabit ou Tabit, un nom partagé avec Pi3 Orionis. Il s'agit d'une étoile de la séquence principale, de couleur bleu-blanc et de magnitude apparente 4,62, située à environ 1 330 années-lumière du système solaire. Il s'agirait d'une étoile variable de type Beta Cephei.

## Dénominations
Située au sud de Iota Orionis, Upsilon Orionis est l'une des deux étoiles, avec 29 Orionis, marquant le haut de la botte droite d'Orion dans l'atlas Uranometria de Johann Bayer (1603). John Flamsteed lui a donné le numéro 36, tandis que son nom propre semble provenir de l'arabe Al Thabit, « l'endurant ». Dans son livre Star-Names and Their Meanings (1899), le naturaliste amateur américain Richard Hinckley Allen a indiqué que le nom figurait sur l'atlas stellaire Geography of the Heavens constitué par Elijah Hinsdale Burritt (de), mais que son origine exacte était inconnue.

## Propriétés
Depuis 1943, cette étoile a été définie comme une étoile de la séquence principale de type B0 utilisée comme référence pour classer les spectres d'autres étoiles dans la classification MKK, bien que dans d'autres études, elle ait été classée comme une étoile bleue de la séquence principale de type spectral O9 V et O9,5 V. Le catalogue Galactic O-Star Spectroscopic Survey l'a définie comme l'étoile standard pour le type spectral O9,7 V en 2011, mais la version de 2016 l'a redéfinie comme B0 V.
Dans un article de 1981, on a observé que υ Orionis avait des pulsations non radiales sur une période d'environ 12 heures. Elle a été classée dans la catégorie des étoiles de type B à pulsation lente. Un examen ultérieur des données du catalogue Hipparcos a indiqué qu'il s'agissait très probablement d'une étoile variable de type Beta Cephei et qu'elle était donc considérée comme candidate pour cette classe. Ce sont des étoiles bleu-blanc de la séquence principale, d'environ 10 à 20 fois la masse du Soleil, qui pulsent avec des périodes de 0,1 à 0,3 jour ; leurs changements de magnitude sont beaucoup plus prononcés dans l'ultraviolet que dans le spectre visuel. Elle est classée comme une étoile variable de type Beta Cephei suspectée par l'Association américaine des observateurs d'étoiles variables avec une magnitude apparente de +4,62.
La parallaxe d'Upsilon Orionis a été mesurée comme valant 2,46 ± 0,14 seconde d'arc, ce qui correspond à une distance de 407 ± 23 pc (∼1 330 al) de la Terre. C'est l'une des étoiles les plus massives de l'association OB1c d'Orion (dans l'épée d'Orion).